# هاینز ایمبودن
هاینز ایمبودن (انگلیسی: Heinz Imboden؛ زادهٔ ۴ ژانویهٔ ۱۹۶۲) دوچرخه‌سوار اهل سوئیس است.